# Пчолка (Митищинський міський округ)
Пчо́лка (рос. Пчёлка) — присілок у складі Митищинського міського округу Московської області, Росія.

## Населення
Населення — 36 осіб (2010; 30 у 2002).
Національний склад (станом на 2002 рік):
- росіяни — 100 %